# Saharaanse talen
De Saharaanse talen zijn een kleine taalfamilie die voorkomt in delen van de oostelijke Sahara, van noordwestelijk Soedan tot zuidelijk Libië, noordelijk en centraal Tsjaad, oostelijk Niger en noordoostelijk Nigeria. Bekende Saharaanse talen zijn onder meer Kanuri (9,5 miljoen sprekers, rond het Tsjaadmeer in Tsjaad, Nigeria, Niger en Kameroen), Daza (700.000 sprekers, Tsjaad), Teda (60.000 sprekers, noordelijk Tsjaad) en Zaghawa (350.000 sprekers, oostelijk Tsjaad en Soedan). Ze worden geclassificeerd als onderdeel van de hypothetische maar controversiële Nilo-Saharaanse taalfamilie.
Een vergelijkende woordenlijst van de Saharaanse talen werd samengesteld door Václav Blažek (2007). 

## Interne classificatie
- Saharaans
  - Oostelijk
    - Berti (ook: Sagato; uitgestorven)
    - Zaghawa 

  - Westelijk
    - Tebu
    - Kanuri
      - Kanuri (Bilma, Manga, Tumari, Centraal)
      - Kanembu (Tarjumo)
      - Daza
      -  Teda

## Externe classificatie
Roger Blench betoogde dat de Saharaanse en Songhay-talen samen een Songhay-Saharaanse tak vormen binnen een breder Nilo-Saharaans taalkundig phylum.